# Macodes
Genre
Macodes est un genre de plantes de la famille des Orchidaceae.

## Liste d'espèces
Selon World Checklist of Selected Plant Families (WCSP) (4 octobre 2021) :
- Macodes angustilabris J.J.Sm., Bull. Jard. Bot. Buitenzorg, sér. 3 (1931)
- Macodes celebica Rolfe (1899)
- Macodes cominsii (Rolfe) Rolfe (1911)
- Macodes cupida Ormerod (2002)
- Macodes dendrophila Schltr. (1911)
- Macodes limii J.J.Wood & A.L.Lamb (2011)
- Macodes megalantha Ormerod (2004)
- Macodes obscura Schltr. (1911)
- Macodes petola (Blume) Lindl. (1840)
- Macodes pulcherrima Schltr. (1911)
- Macodes sanderiana (Kraenzl.) Rolfe (1896)

Selon Tropicos (4 octobre 2021) (Attention liste brute contenant possiblement des synonymes) :
- Macodes angustilabris J.J. Sm.
- Macodes argyroneura Rolfe
- Macodes atra J.J. Sm.
- Macodes celebica Rolfe
- Macodes cominsii (Rolfe) Rolfe
- Macodes cupida Ormerod
- Macodes dendrophila Schltr.
- Macodes javanica (Blume) Hook. f.
- Macodes lanceolata Rchb. f.
- Macodes lowii (R.H. Torr. ex Loudon) J.J. Wood
- Macodes marmorata (C. Morren) Rchb. f.
- Macodes megalantha Ormerod
- Macodes obscura Schltr.
- Macodes petola (Blume) Lindl.
- Macodes pulcherrima Schltr.
- Macodes robusta J.J. Sm.
- Macodes rollisoni (Gower ex B.S. Williams) Rolfe
- Macodes rollissonii (Gower ex B.S. Williams) Rolfe
- Macodes sanderiana Rolfe
- Macodes setaceus Boxall ex Náves
- Macodes striatus Boxall
- Macodes tabiyahanensis (Hayata) S.S. Ying
- Macodes veitchii Boxall
- Macodes xanthophyllus Boxall